# Misamis Oriental
Misamis Oriental (en filipí Silangang Misamis, en anglès Eastern Misamis) és una província de les Filipines situada a la regió de Mindanao Septentrional. La província està situada al nord de l'illa de Mindanao, i limita al nord amb el mar de Bohol i l'illa de Camiguin, al nord-est amb Agusan del Nord, al sud-est amb Agusan del Sud, al sud amb Bukidnon, al sud-oest amb Lanao del Nord i a l'oest amb la badia d'Iligan, que la separa de Misamis Occidental. Cagayan de Oro és la seu del govern provincial, tot i que aquesta ciutat és independent de la província, pel fet de ser una ciutat catalogada com a «altament urbanitzada».

## Divisió administrativa
La província de Misamis Oriental es compon de 24 municipis i una ciutat, subdividits alhora en 424 barangays.

### Ciutats
| - Gingoog |

### Municipis
| - Alubijid - Balingasag - Balingoan - Binuangan - Claveria - El Salvador - Gitagum - Initao | - Jasaan - Kinoguitan - Lagonglong - Laguindingan - Libertad - Lugait - Magsaysay - Manticao | - Medina - Naawan - Opol - Salay - Sugbongcogon - Tagoloan - Talisayan - Villanueva |